# Pedro Lascuráin Paredes
Pedro José Domingo de la Calzada Manuel María Lascuráin Paredes (ciutat de Mèxic, 12 de maig de 1856 - ibídem, 21 de juliol de 1952) fou un polític mexicà. Va ser president interí durant 45 minuts el 19 de febrer de 1913.
Pedro Lascuráin Paredes va realitzar els seus estudis en l'Escola Nacional de Jurisprudència. Va ser síndic i president de l'ajuntament de la ciutat de Mèxic al triomf de la revolució de 1910. Va ser Secretari de Relacions Exteriors de Mèxic. Quan el president Francisco Ignacio Madero González i el vicepresident José María Pino Suárez van ser fets presoners, va rebre les seves renúncies, les va presentar davant la càmera i van ser acceptades pels diputats. Tot seguit, va prendre la protesta com a nou titular del Poder Executiu, càrrec que va posseir durant quaranta-cinc minuts, durant els quals va nomenar com a secretari de governació a José Victoriano Huerta Márquez i va presentar la seva renúncia. D'aquesta manera, cobrint les formes legals, feia arribar a José Victoriano Huerta Márquez a la presidència. Després de la seva participació en la desena tràgica va tornar als seus assumptes particulars, i es va dedicar per complet a la barra d'advocats i a l'Escola Lliure de Dret, de la qual va ser catedràtic i rector.